# Catenula lemnae
Catenula lemnae är en plattmaskart. Catenula lemnae ingår i släktet Catenula och familjen Catenulidae. Inga underarter finns listade i Catalogue of Life.